# Harpactea muscicola
Harpactea muscicola là một loài nhện trong họ Dysderidae.
Loài này thuộc chi Harpactea. Harpactea muscicola được Eugène Simon miêu tả năm 1882.